# Mark L. Smith
Mark Lee Smith (New York, ...) è uno sceneggiatore e regista statunitense.

## Filmografia

### Regista e sceneggiatore
- Seance (2006)

### Sceneggiatore
- Vacancy, regia di Nimród Antal (2007)
- Vacancy 2 - L'inizio, regia di Eric Bross (2009)
- The Hole, regia di Joe Dante (2009)
- Revenant - Redivivo, regia di Alejandro González Iñárritu (2015)
- Martyrs, regia di Kevin Goetz e Michael Goetz (2015)
- Overlord, regia di Julius Avery (2018)
- The Midnight Sky, regia di George Clooney (2020)
- La casa del padre (The Marsh King's Daughter), regia di Neil Burger (2023)
- Erano ragazzi in barca (The Boys in the Boat), regia di George Clooney (2023)
- Twisters, regia di Lee Isaac Chung (2024)
- American Primeval, regia di Peter Berg – miniserie TV (2025)
- Untamed, regia di Thomas Bezucha, Nick Murphy e Neasa Hardiman – miniserie TV (2025)

### Produttore
- La casa del padre (The Marsh King's Daughter), regia di Neil Burger (2023)

## Premi e riconoscimenti
- Satellite Award
  - 2015 - Nomination miglior sceneggiatura non originale per Revenant - Redivivo